# تان‌لوک
تان‌لوک (به ویتنامی: Xã Tân Lộc) یک قصبه در ویتنام است که در استان کاماو واقع شده‌است.